# نيلي ماكريدي
نيلي ماكريدي (بالإنجليزية: Nellie McCredie)‏ (من مواليد 1903- تُوفيت عام 1968) وهي مهندسة معمارية أسترالية. من أحد أهم أعمالها "Uanda" المدرجة في سجل كوينزلاند للتراث. تُقام أعمالها الفنية في عدد من المعارض الأسترالية الكبرى.

## أسرتها
ولدت نيلي ماكريدي في سيدني في 27 مايو 1901 وهي ابنة روبرت سمائل مكريدي. كان لديها 4 إخوة وهم: روبرت، ألان وإينا وجورج.

## عملها
أصبحت نيلي ماكريدي عضوة في أسرة معمارية رائدة في كوينزلاند وكذلك نيو ساوث ويلز. كانت ابنة أختها من المهندسين المعماريين المعروفين في سيدني. وكان ابن عم نيلي ماكريدي، ليث ماكريدي، مهندسًا معماريًا عمل في العشرينات في شركة سيدني روبرتس وماركس.
تخرجت نيلي ماكريدي بدرجة بكالوريوس في الهندسة المعمارية من جامعة سيدني في عام 1923، وهي واحدة من أوائل خريجي الهندسة المعمارية في أستراليا. بعد تخرجها، عملت لفترة وجيزة في دورمان، لونغ آند كومباني الذين كانوا متعاقدين مع جسر ميناء سيدني. وفي وقت لاحق عملت مع العديد من المهندسين المعماريين المجهولين في كيرنز (ولاية كوينزلاند) لمدة 10 أشهر، ثم أتت جنوبًا إلى بريزبن حيث كانت تعمل من نوفمبر 1925 إلى أوائل 1929 كمسؤولة في فرع مساكن العمال التابع لمؤسسة Advance State.
كانت نيللي ماكريدي مهتمة بتحسين نوعية الحياة في أستراليا حيث كانت تدافع عن المباني البسيطة في الأماكن المزروعة بالأشجار. كانت دائماً تُفضل المباني الكلاسيكية البسيطة
لم تستمر ممارستها في الهندسة المعمارية لفترة طويلة حيث درست الفخار في بريسبن تحت إشراف الحرفي إل جيه هارفي ثم عادت مكريدي إلى سيدني في عام 1932 حيث أصبحت خبيرة محترفة وعملت في مجال الفخار بالشراكة مع شقيقها الأصغر روبرت ريجنالد مكريدي. وعرضت أعمالها في جمعية نيو ساوث ويلز للفنون والحرف اليدوية في الخمسينات من القرن الماضي، وفي عام 1951 فازت بجائزة إليزابيث سودربيرغ التذكارية للجمعية عن الفخار. كان تعمل نيلي في خمس مجموعات عامة في أستراليا: المعرض الوطني لأستراليا، ومعرض الفنون في نيو ساوث ويلز، ومتحف باورهاوس (سيدني) ، ومعرض الفنون في جنوب أستراليا ومعرض شيبارتون للفنون.
تعتبر حياة نيللي ماكريدي نموذجًا مثاليًا لمهن النساء اللواتي دخلن مهنة الهندسة المعمارية قبل الحرب العالمية الثانية. ونادراً ما كانت هذه المعماريات في سن مبكرة قادرة على الحفاظ على حياتهن المهنية وكنتيجة لذلك، فإن الأمثلة على عملهن نادرة للغاية.

## وفاتها
توفيت نيلي ماكريدي في سيدني عام 1968.

## للمزيد من القراءة
- McCredie, Nellie (1923)، The aesthetic improvement of our environment: University of Sydney Bachelor of Architecture thesis، مؤرشف من الأصل في 2019-12-15